# Michael Ford (athlétisme)
Pour les articles homonymes, voir Michael Ford.
Michael Ford, né le 5 février 1973 à Rochester, est un ancien athlète américain, spécialiste du 400 m et aujourd'hui devenu entraîneur à l'Université Baylor à Waco au Texas.
Après une carrière d'athlète où il remporte par deux fois le titre national sur le relais 4 × 400 m, Michael Ford entame une carrière d'entraîneur après avoir obtenu son diplôme à Baylor en 1997. Il passe tout d'abord trois ans à l'Université de Rochester au poste d'entraîneur adjoint, travaillant essentiellement avec les coureurs de 400 m haies. En 2001, il revient à Baylor comme entraîneur là encore et l'un des premiers hommes à remarquer de jeunes talents tels que Jeremy Wariner. Travaillant avec ce dernier ainsi qu'avec Darold Williamson sous l'égide du directeur de l'athlétisme à Baylor Clyde Hart, Ford rompt avec ce dernier et commence à entraîner ses propres athlètes.
En 2008, quand Wariner quitte Hart à son tour, Ford commence à s'occuper du jeune homme jusqu'au jeux olympiques de Pékin. Cependant la collaboration est de courte durée puisqu'après une saison décevante qui voit Wariner perdre son titre olympique, le Texan décide début 2009 de retourner s'entraîner avec Hart.